# Dinámica de las esferas celestes

La Tierra gira dentro de una esfera celeste que contiene estrellas, la eclíptica y líneas de ascensión y declinación rectas.

Los astrónomos y filósofos de la Antigüedad, Edad Media y del Renacimiento desarrollaron diversas teorías sobre la dinámica de las esferas celestes. Explicaron los movimientos de las esferas celestes en función de los materiales que las conformaban, motores externos como las inteligencias celestes y motores internos como la capacidad motriz del alma o las fuerzas impresas. La mayoría de estos modelos eran cualitativos aunque algunos incorporaron análisis cuantitativos que relacionaban velocidad, fuerza motriz y resistencia.

## El material celeste y sus movimientos naturales

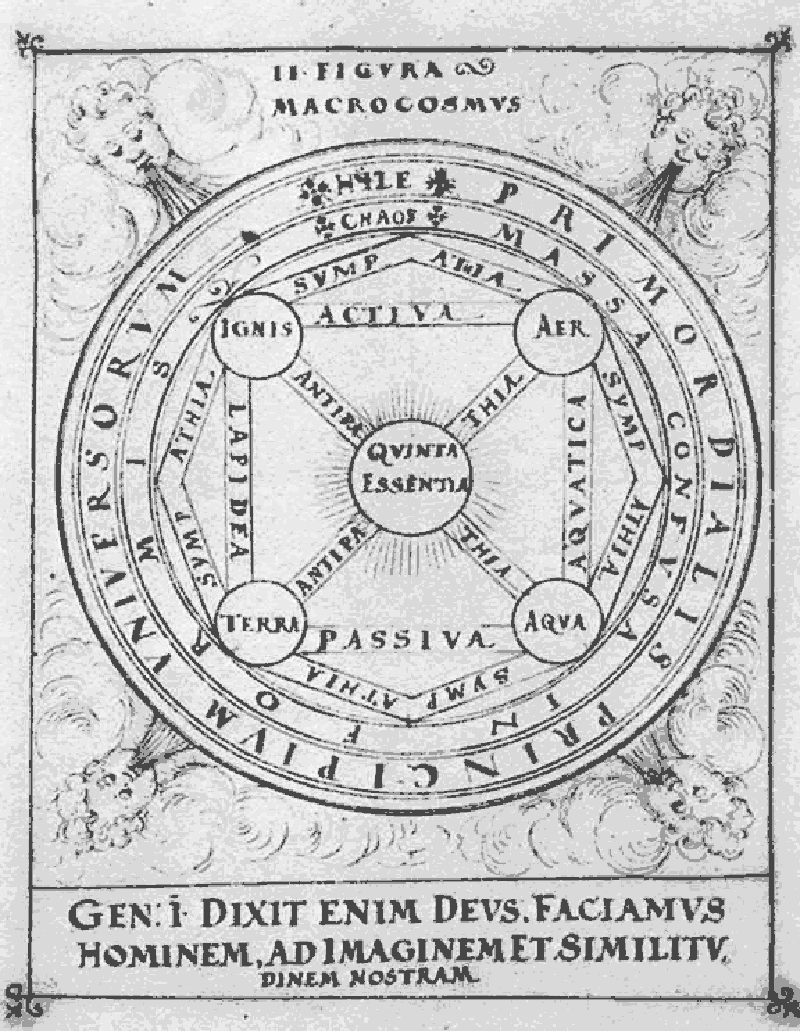
Cuadro que muestra los cuatro elementos clásicos en las cuatro esquinas y la quinta esencia en el centro (Éter). Ilustración de Sylva Philosophorum de Cornelius Petraeus (mediados del).

Al considerar la física de las esferas celestes, los estudiosos siguieron dos puntos de vista diferentes respecto a su composición material. Para Platón, las regiones celestes estaban hechas "casi enteramente de fuego" debido a la movilidad que el fuego tenía.  Los seguidores posteriores de Platón, como Plotino, sostenían que aunque el fuego se moviera naturalmente hacia arriba en línea recta hasta llegar a su sitio natural en la periferia del universo, al llegar se quedaba estático o se movía naturalmente en círculos. Esta explicación era compatible con la región ardiente en el aire superior arrastrada por el movimiento circular de la esfera lunar que Aristóteles propone en Meteorológicos. Sin embargo, para Aristóteles las esferas mismas estaban conformadas únicamente por un quinto elemento especial, el Éter (Αἰθήρ), la atmósfera brillante, inmutable, y superior en la que moraban los dioses y era tan distinta de la atmósfera densa más baja, Aer (Ἀήρ). Mientras que los cuatro elementos terrestres (tierra, agua, aire y fuego) aumentaron la generación y corrupción de las sustancias naturales por sus transformaciones mutuas, el éter era inmutable y siempre se movía en un movimiento circular uniforme diseñado especialmente para las esferas celestes, las cuales eran eternas.  La tierra y el agua tenían una gravedad natural (gravitas) que expresaban descendiendo hacia el centro del universo; por su parte, el fuego y el aire tenían tal levedad natural (levitas) que se movían hacia arriba lejos del centro. El Éter, al no ser pesado ni ligero, se movía naturalmente alrededor del centro.

## Causas de la mecánica celeste
Ya en la época de Platón, algunos filósofos consideraban que los cielos se movían por la acción de agentes inmateriales. Platón creía que la causa del movimiento celeste era un Anima mundi creada de acuerdo a principios matemáticos; la cual gobernaba el movimiento diario de los cielos (el movimiento de lo Mismo) y el movimiento opuesto de los planetas a lo largo del zodíaco (el movimiento de lo Otro).  Aristóteles propuso la existencia de motores inmóviles divinos que actuaban como causas finales; de esta forma, las esferas celestes imitaban a los motores lo mejor que podían mediante movimientos circulares uniformes.  En su Metafísica, Aristóteles sostenía que se requería un motor inmóvil individual para asegurar cada uno de los movimientos individuales en los cielos. Si bien consideraba que el número de esferas, y por ello de dioses, estaba sujeto a revisión por parte de los astrónomos, estimaba un total de 47 o 55 esferas, dependiendo de si se tomaba en cuenta el modelo planetario de Eudoxo o el de Calipo.  En Sobre el cielo, Aristóteles presentó un punto de vista alternativo del movimiento circular eterno como un movimiento impulsado por sí mismo, tal como el anima mundi de Platón, que fundamentó tres principios de la mecánica celeste: un alma interna, un motor inmóvil externo y el material celeste (Éter).

#### El movimiento local
El movimiento local es el movimiento más importante que debemos considerar, ya que de él depende el interés del movimiento circular en el desplazamiento de los astros y de las órbitas. Aristóteles afirmó en su obra Física que "hay tres movimientos: uno según la magnitud, otro según la afección y otro según el lugar; este último, que llamamos desplazamiento (phorá), es el movimiento local". La razón se encuentra en la imposibilidad de que exista algún otro movimiento sin éste; no puede haber aumento sin alteración, porque lo que es aumentado, es aumentado en parte por lo que le es igual y en parte por lo que no es igual. Es decir, habrá una alteración en la que haya un cambio hacia los contrarios. Es suficiente con mencionar que el único movimiento que puede ser siempre continuo es el local; no es necesario que lo que se mueve localmente sea alterado ni aumentado, ni que sea generado o necesariamente tenga que destruirse, pero lo contrario es imposible. No cabe generación o corrupción, alteración o aumento, sin un movimiento que sea continuo y causado por el primer ser mecánico. Además, el movimiento local es el primero en el tiempo ya que, al ser un movimiento de cosas perfectas, es el único movimiento posible para las cosas eternas. Cabe mencionar que para Aristóteles, los cuerpos celestes son incorruptibles, su forma agota la potencialidad de la materia y, en este sentido, son cuerpos perfectos y sólo les conviene ser susceptibles del movimiento local.

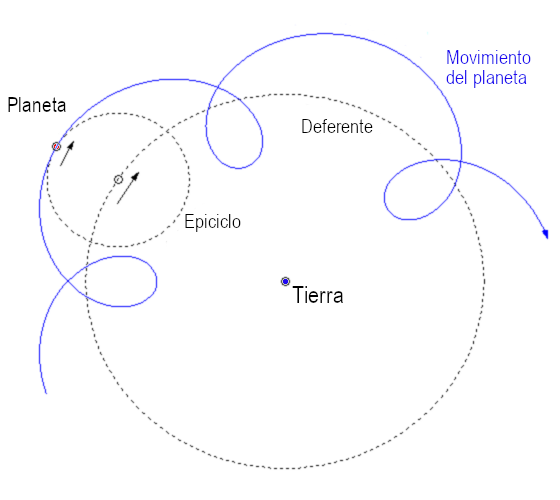
Movimiento de un planeta alrededor de la Tierra según la teoría geocéntrica de Ptolomeo.

### Intérpretes griegos posteriores
En Las hipótesis de los planetas, Ptolomeo (c.90–168) rechazó el concepto aristotélico de un motor primario externo; en cambio, afirmaba que los planetas tenían almas y que se movían por voluntad propia. De acuerdo con Ptolomeo, cada planeta arrojaba emisiones motrices que dirigían tanto su propio movimiento como los movimientos del epiciclo y del deferente que conformaban su sistema; del mismo modo en el que un pájaro arroja emisiones a sus nervios para dirigir los movimientos de sus patas y alas.
Juan Filópono (490–570) consideraba que los cielos estaban hechos de fuego, no de éter, pero mantenía la noción del movimiento circular como uno de los dos movimientos naturales del fuego.  En la obra teológica Sobre la Creación del Mundo (De opificio mundi), negó que los cielos estuvieran impulsados ya fuera por un alma o por ángeles y propuso que "no es imposible que Dios, quien creó todas estas cosas, haya impartido una fuerza motriz a la Luna, el Sol, y otras estrellas –así como la inclinación a los cuerpos pesados o ligeros y los movimientos de todo ser vivo causados por un alma interna– para que los ángeles no los movieran por medio de la fuerza."  Esto se interpreta como una aplicación del concepto de ímpetu a la mecánica de las esferas celestes.  En un comentario anterior sobre la Física de Aristóteles, Filópono comparó el poder innato o naturaleza que explicaba la rotación de los cielos con el poder innato o naturaleza que explicaba la caída de las rocas.

### Intérpretes islámicos
Los filósofos islámicos Al-Farabi (c.872–c.950) y Avicena (c.980–1037), siguiendo a Plotino, sostenían que los motores de Aristóteles, llamados inteligencias o intelectos, se crearon a través de una serie de emanaciones que empezaron con Dios. Una primera inteligencia emanó de Dios y de esta primera inteligencia emanó una esfera, su alma y una segunda inteligencia; el proceso continuó a través de las esferas celestes hasta la esfera de la Luna, su alma y una inteligencia final. Consideraban que sus almas movían continuamente a cada esfera buscando emular la perfección de su inteligencia.  Avicena sostenía que además de una inteligencia y un alma, cada esfera se movía también por una inclinación natural (mayl).

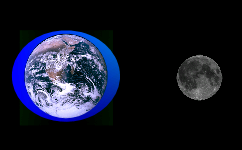
La Luna (único motor inmóvil) produce un "movimiento natural no violento" en la Tierra (la esfera).

Alpetragio (d. c.1024), intérprete de Aristóteles de Al-Ándalus, propuso una transformación radical de la astronomía que eliminó los epiciclos y las excéntricas. De acuerdo con su propuesta, las esferas celestes se movían por un único motor inmóvil que se encontraba en la periferia del universo; por lo tanto, las esferas se movían con un "movimiento natural no violento". Mientras mayor era la distancia entre el motor y la periferia, menor era su poder; por lo que las esferas más bajas se quedaban rezagadas en su movimiento diario alrededor de la tierra. El poder del motor llegaba tan lejos como la esfera del agua que producía las mareas.
Las enseñanzas de Averroes (1126–1198) fueron más influyentes para los pensadores cristianos posteriores; Averroes concordaba con Avicenna en que las inteligencias y almas se combinaban para mover las esferas pero rechazaba su concepto de emanación. Considerando cómo actúa el alma, sostenía que el alma movía su esfera sin esfuerzo dado que el material celestial no tenía ninguna tendencia a un movimiento contrario.
Más adelante en el mismo siglo, el mutakallim Adud al-Din al-Iji (1281–1355) rechazó el principio de movimiento circular uniforme siguiendo la doctrina Ashariyyah del atomismo, la cual sostenía que todos los efectos físicos eran causados directamente por la voluntad de Dios y no por causas naturales.  Adud al-Din al-Iji sostenía que las esferas celestes eran "cosas imaginarias" y "más tenues que una telaraña". Sus ideas fueron cuestionadas por al-Jurjani (1339–1413), quien argumentaba que a pesar de que las esferas celestes  "no tienen una realidad externa, son cosas correctamente imaginadas y corresponden a lo que en realidad existe".

### Europa Occidental medieval
En la Alta Edad Media, la teoría de Platón sobre los cielos dominaba entre los filósofos europeos; lo que llevó a los pensadores cristianos a cuestionar la función y naturaleza del anima-mundi.  Con la recuperación de los trabajos aristotélicos en los siglos XII y XIII, las teorías de Aristóteles reemplazaron el Platonismo más temprano y surgieron preguntas concernientes a la relación del motor inmóvil con las esferas y Dios.
En las fases tempranas de la recuperación occidental de Aristóteles, Robert Grosseteste (c.1175–1253), influido por el Platonismo medieval y por la astronomía de al-Bitruji, rechazó la idea de que los cielos se movían por almas o inteligencias. El tratado de Adam Marsh (c.1200–1259) Sobre el Ebb y el Flujo del Mar, atribuido anteriormente a Grosseteste, secundaba la opinión de al-Bitruji de que las esferas celestes y los mares se movían por un motor periférico cuyo poder se debilitaba con la distancia.

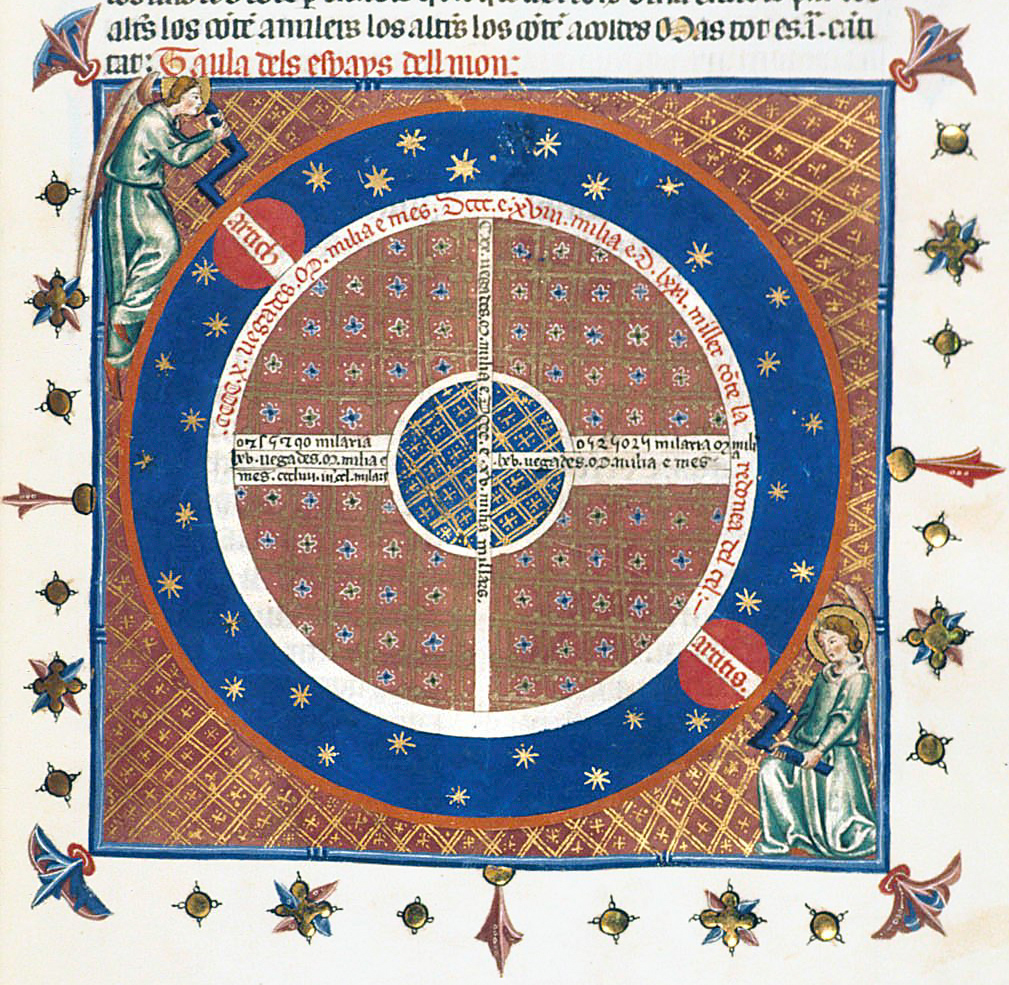
Dibujo del siglo XIV de ángeles girando las esferas celestes.

Tomás de Aquino (c. 1225–1274), siguiendo a Avicena, afirmaba que Aristóteles pretendió postular la existencia de dos sustancias intangibles responsables del movimiento de cada esfera celeste, un alma que era parte integral de la esfera y una inteligencia que estaba separada de esta. El alma comparte el movimiento de su esfera y provoca que se mueva a través de su amor y deseo por la inteligencia inmóvil separada.  Avicena, al-Ghazali, Moisés Maimónides y la mayoría de escolásticos relacionaban las inteligencias de Aristóteles con los ángeles de la revelación y asociaron un ángel con cada una de las esferas.  Asimismo, Aquino rechazó la idea de que los cuerpos celestes fueran movidos por una naturaleza interna similar a la gravedad y levedad que mueven los cuerpos terrestres.  Atribuir almas a las esferas era teológicamente controversial puesto que eso podía convertirlas en animales. Después de las Condenas de París, la mayoría de los filósofos convinieron rechazar la idea de que las esferas celestes tuvieran almas.
Robert Kilwardby (c. 1215–1279) examinó tres explicaciones alternativas a los movimientos de las esferas celestes que rechazaban la idea de que los cuerpos celestes eran seres animados impulsados por sus propios espíritus o almas y que los cuerpos celestes se movían por espíritus angelicales que los gobernaban y movían. En cambio, afirmaba que los "cuerpos celestes se movían por sus propias inclinaciones naturales similares al peso". Así como los cuerpos pesados se movían naturalmente por su propio peso, principio intrínseco activo, los cuerpos celestes se movían naturalmente por un principio intrínseco similar. Dado que los cielos son esféricos, el único movimiento que podía ser natural para ellos era la rotación. La idea de Kilwardby había sido sostenida anteriormente por otro académico de Oxford llamado John Blund (c. 1175–1248).
En dos discusiones ligeramente diferentes, Jean Buridan (c. 1295–1358) sugirió que cuando Dios creó las esferas celestes, comenzó a moverlas asentando en ellas un ímpetu circular que no sería corrompido ni disminuido ya que no había una tendencia a otros movimientos ni había ninguna resistencia en la región celeste. Además, señaló que esto dejaría a Dios descansar en el séptimo día, pero dejó que la cuestión fuera resulta por los teólogos.
Nicolás Oresme (c. 1323-1382) explicó el movimiento de las esferas en términos tradicionales de la acción de las inteligencias, pero señaló, contrariamente a Aristóteles, que algunas inteligencias se mueven; por ejemplo, la inteligencia que movía el epiciclo de la Luna compartía el movimiento del orbe lunar en el que se inserta el epiciclo. Relacionó los movimientos de las esferas con la proporción de la fuerza motriz y la resistencia depositada en cada esfera cuando Dios creó los cielos.  Al hablar de la relación entre la fuerza motriz de la inteligencia, la resistencia de la esfera y la velocidad circular, Oresme comentó que "esta proporción no debe llamarse relación de fuerza y resistencia sino por analogía porque una inteligencia se mueve por voluntad propia ... Y los cielos no se resisten".
Según Grant, a excepción de Oresme, los pensadores escolásticos no consideraban que el modelo fuerza-resistencia fuera aplicable adecuadamente al movimiento de los cuerpos celestes, a pesar de que algunos, como Bartolomeo Amico, pensaron analógicamente en términos de fuerza y resistencia.  Hacia finales de la Edad Media, la opinión común entre los filósofos era que los cuerpos celestes se movían por inteligencias externas o ángeles y no por alguna clase de motor interno.

### Los motores y el Copernicanismo

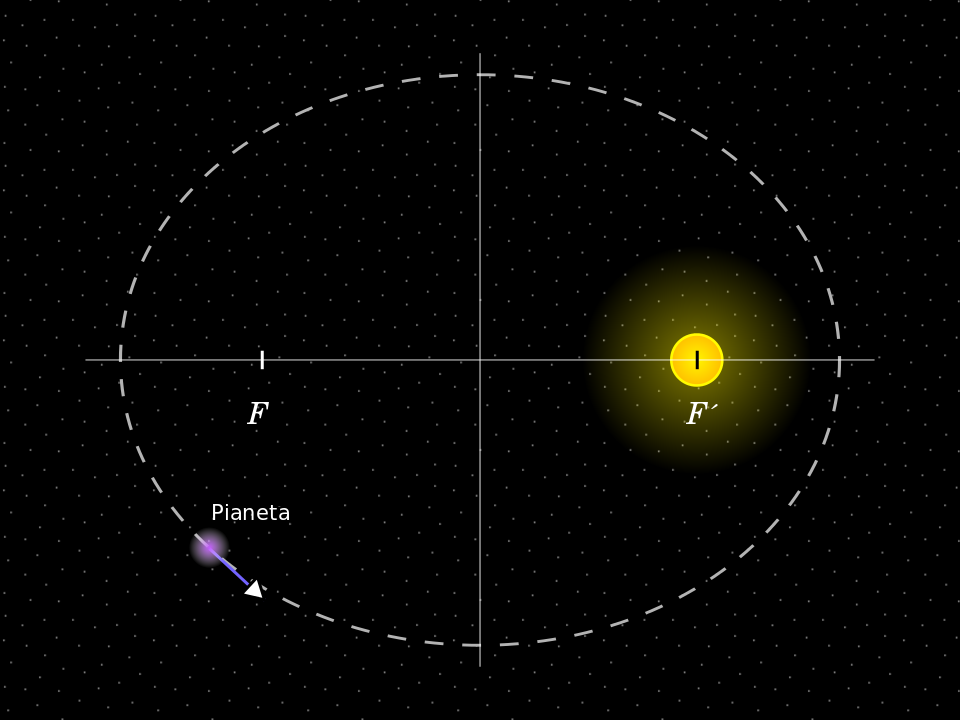
Esquema de la primera ley de Kepler que describe la órbita de un planeta (alma motriz) y traza una elipse, de la cual el Sol (fuerza motriz externa) ocupa uno de los dos focos.

Si bien Nicolás Copérnico (1473–1543) transformó la astronomía ptolemaica y la cosmología aristotélica al remover la Tierra del centro del universo, conservó tanto el modelo tradicional de las esferas celestes como las explicaciones aristotélicas medievales de las causas de su movimiento. Copérnico afirmaba, como Aristóteles, que el movimiento circular era natural para la forma de una esfera; sin embargo, parece también haber aceptado la creencia filosófica tradicional de que las esferas se mueven por un motor externo.
La cosmología de Johannes Kepler (1571–1630) eliminaba las esferas celestes, pero sostenía que los planetas se movían tanto por una fuerza motriz externa, la cual ubicó en el Sol, como por un alma motriz asociada con cada planeta. En un manuscrito temprano concerniente al movimiento de Marte, Kepler consideró que el Sol provocaba el movimiento circular del planeta. Atribuyó posteriormente el movimiento de entrada y salida del planeta, el cual transformaba su movimiento total de circular a ovalado, a un alma motriz dentro del planeta dado que el movimiento "no es un movimiento natural, sino uno animado".  En varios escritos, Kepler a menudo atribuyó una especie de inteligencia a las facultades motrices innatas asociadas a las estrellas.
Como resultado del Copernicanismo, los planetas se percibieron como cuerpos que se movían libremente a través de un medio etéreo muy sutil.  A pesar de que muchos escolásticos continuaron sosteniendo que las inteligencias eran los motores celestes, ahora asociaban las inteligencias con los planetas mismos y no con las esferas celestes.